# Габих, Герман
Герман Габих (нем. Hermann Habich; 1895, Великое герцогство Баден, Германская империя — ?) — немецкий лётчик-ас Первой мировой войны. Всего одержал семь побед, став воздушным асом, что предполагало уничтожение в воздухе 5 и более самолётов противника.

## Биография
Родился близ г. Бюль, Великое герцогство Баден. В марте 1914 года получил лицензию пилота № 697. После начала Первой мировой войны, в конце 1914 года, был призван на военную службу. Одним из первых стал служить в военной авиации Имперских военно-воздушных силах Германии. Воевал сперва на Восточном фронте, осуществлял наблюдение и разведывательные полёты.
5 февраля 1915 года был награждён «Орденом Военных заслуг Карла Фридриха», а 18 марта 1915 года — Железным Крестом 1-го класса, в августе того же года получил офицерское звание и поступил на службу в истребительную авиацию.
После обучения использованию и методам боя на одноместных самолётах, в январе 1918 года был направлен в Королевскую прусскую истребительную эскадрилью Jagdstaffel 49. Позже стал кавалером Железного Креста 2-го класса. К этому времени — лейтенант, иногда принимал на себя командование в качестве заместителя командира Jagdstaffel 49. Летал на истребителе-биплане Albatros D.III.
27 марта 1918 года одержал свою первую воздушную победу. К концу войны сбил ещё пять самолетов противника и наблюдательный аэростат. Известен тем, что одержал победу над «первым воздушным асом» французом Роланом Гарросом.
В числе сбитых им самолётов противника: британский Airco DH.4 (27.03.1918), французские Breguet 14 (2.09.1918 и 6.10.1918) и SPAD (7.09.1918, 30.09.1918, 5.10.1918) и наблюдательный аэростат (26.09.1918).
После окончания Первой мировой войны остался в немецкой авиации, служил военным лётчиком и летным инструктором. В конце 1930-х годов вступил в люфтваффе. Участник Второй мировой войны, служил на Восточном фронте, командуя подразделением ночных операций против советских частей.
Дальнейшая судьба неизвестна.